# روزماري بارتون
روزماري بارتون (بالفرنسية: Rosemary Barton)‏ (و. 1976  م) هي صحفية كندية، ولدت في وينيبيغ.

## التعليم
تعلمت في جامعة مانيتوبا، وجامعة كارلتون.